# ترخيص مفتوح المصدر

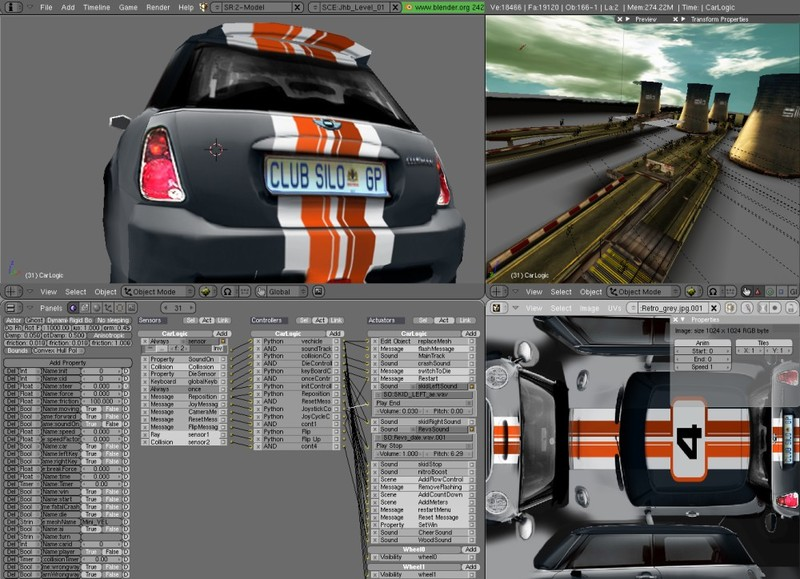

إن «الترخيص مفتوح المصدر» (open-source license) هو نوع من أنواع تراخيص برامج الكمبيوتر والمنتجات الأخرى التي تسمح باستخدام كود المصدر أو المخطط أو التصميم، والتعديل عليهم، و/أو مشاركتهم وفقًا لشروط وأحكام معيّنة. يسمح هذا للمستخدمين النهائيين والشركات التجارية بمراجعة وتعديل كود المصدر أو المخطط أو التصميم ليناسب احتياجاتهم الخاصة، أو لإشباع فضولهم، أو إيجاد أي مشكلات محتملة في الكود الأصلي. إن البرامج ذات التراخيص مفتوحة المصدر متاحة مجانًا عادةً، ولكن ليس دائمًا بالضرورة.

## نبذة
إن التراخيص التي تسمح بإعادة التوزيع غير التجاري أو تعديل كود المصدر للاستخدام الشخصي فقط لا تُعتبر تراخيص مفتوحة المصدر بصفة عامة. يوجد بعض القيود المفروضة على التراخيص مفتوحة المصدر، وخاصة فيما يخص احترام المصدر الأصلي للبرنامج، مثل شرط إبقاء اسم المُصممين الأصليين، وبيان بحقوق النشر والطبق داخل الكود، أو شرط إعادة توزيع البرنامج المرخص باستخدام نفس الترخيص فقط (كما هو الحال في ترخيص copyleft).كان هناك نقاشات سابقًا حول ما إذا كان التراخيص مفتوحة المصدر – التي تسمح لحاملي حقوق الطبع والنشر باستخدام، ونقل، وتعديل البرمجيات – تحظى بالاعتبار الكافي، وهل يجب أن تعتبرها المحاكم عقودًا واجبة النفاذ قانونًا أم لا، وجادل بعض الأكاديميين بأن التراخيص مفتوحة المصدر ليست عقودًا، لأنها لا تتضمن اعتبارًا، بينما جادل آخرون أن القيمة الاجتماعية الكبيرة الناتجة عن الدور الذي تلعبه التراخيص مفتوحة المصدر في ترويج تطوير البرمجيات وتحسينها، عن طريق تسهيل الوصول إلى كود المصدر، توفّر اعتبارًا ملائمًا.
إن أحد مجموعات تراخيص «البرمجيات مفتوحة المصدر» ذات الشعبية الكبيرة هي التراخيص التي وافقت عليها «مبادرة المصدر المفتوح» (OSI) بناءً على «تعريف المصدر المفتوح» (OSD) الخاص بهم. 
إن «مؤسسة البرمجيات الحرة» (Free Software Foundation) لديها معايير مميزة ذات صلة لتقييم ما إذا كان الترخيص يؤهل البرامج للتصنيف كبرامج حرة أم لا. إن معظم تراخيص البرامج الحرة تعتبر أيضا تراخيص برامج مفتوحة المصدر أيضًا. في نفس السياق، يمتلك مشروع Debian  معاييره الخاصة، أو «إرشادات Debian للبرامج الحرة»، التي يبني عليها تعريفه للبرامج المفتوحة المصدر. إن معايير «مؤسسة البرامج المجانية» لتراخيص البرامج مفتوحة المصدر تركز على توافر كود المصدر، وإمكانية تعديله ومشاركته، بينما تركز تراخيص البرامج الحرة على حرية المستخدم في استخدام البرنامج أو تعديله أو مشاركته.
إن تراخيص «توافر المصدر» تضمن توافر «كود المصدر»، ولكنها لا تلبي بالضرورة معايير حرية المستخدم، وقد لا تُصنف برنامجًا حرًّا أو برنامجا مفتوح المصدر.

## النطاق العام
في عام 2004، جادل المحامي «لورنس روزن» في مقاله «لماذا لا يُعد النطاق العام ترخيصًا» بأنه لا يمكن التنازل عن البرامج إلى النطاق العام حقًا، وبالتالي لا يمكن تفسير هذا كترخيص مفتوح المصدر يسمح بجميع حقوق التراخيص مفتوحة المصدر، وقد قوبِل هذا الرأي باعتراض من «دانيال ج. بيرنستين» وآخرون. حُل النزاع أخيرًا عام 2012 عندما تقبل روزن الـ CC0 كترخيص مفتوح المصدر، وأقر بأنه على النقيض من ادعاءاته السابقة، يمكن التنازل عن حقوق الطبع والنشر حقًا، ودعم هذا الرأي قرارات محكمة «الدائرة التاسعة».

## روابط خارجية
- The Open Source Initiative
- An online version of Lawrence Rosen's book Open Source Licensing: Software Freedom and Intellectual Property Law ((ردمك 0-13-148787-6)).
- Understanding Open Source Software – by Red Hat's Mark Webbink, Esq. — an overview of copyright and open source.